# Theme from The Deer Hunter (Cavatina)
Theme from The Deer Hunter (Cavatina) is een nummer van de instrumentale muziekgroep The Shadows en werd geschreven door de filmcomponist Stanley Myers. Oorspronkelijk had Myers het nummer "Cavatina" geschreven voor de film The Walking Stick uit 1970. Acht jaar later werd Myers gevraagd om de filmmuziek voor de film The Deer Hunter te componeren. Hiermee gebruikte hij het muziekstuk opnieuw en werd het het belangrijkste hoofdthema van de film. In deze versie hoor je de Australische gitarist John Williams die er ook een Britse top-20 notering mee behaalde. Dit muziekstuk was niet onopgemerkt gebleven bij de Britse groep The Shadows, die het nummer meenamen op hun album "String of Hits" uit 1979. Deze versie van The Shadows werd met een elektrische gitaar gespeeld door Hank B. Marvin. The Shadows brachten het nummer ook uit op single, waarmee ze in het Verenigd Koninkrijk, in de UK Singles Chart plaats 9 behaalden en in de Nederlandse Top 40 zelfs de eerste plaats.

## Hitnoteringen

### Nederlandse Top 40
| Hitnotering: 16-06-1979 t/m 01-09-1979 | Hitnotering: 16-06-1979 t/m 01-09-1979 | Hitnotering: 16-06-1979 t/m 01-09-1979 | Hitnotering: 16-06-1979 t/m 01-09-1979 | Hitnotering: 16-06-1979 t/m 01-09-1979 | Hitnotering: 16-06-1979 t/m 01-09-1979 | Hitnotering: 16-06-1979 t/m 01-09-1979 | Hitnotering: 16-06-1979 t/m 01-09-1979 | Hitnotering: 16-06-1979 t/m 01-09-1979 | Hitnotering: 16-06-1979 t/m 01-09-1979 | Hitnotering: 16-06-1979 t/m 01-09-1979 | Hitnotering: 16-06-1979 t/m 01-09-1979 | Hitnotering: 16-06-1979 t/m 01-09-1979 | Hitnotering: 16-06-1979 t/m 01-09-1979 |
| Week                                   | 1                                      | 2                                      | 3                                      | 4                                      | 5                                      | 6                                      | 7                                      | 8                                      | 9                                      | 10                                     | 11                                     | 12                                     |                                        |
| -------------------------------------- | -------------------------------------- | -------------------------------------- | -------------------------------------- | -------------------------------------- | -------------------------------------- | -------------------------------------- | -------------------------------------- | -------------------------------------- | -------------------------------------- | -------------------------------------- | -------------------------------------- | -------------------------------------- | -------------------------------------- |
| Nummer                                 | 15                                     | 7                                      | 3                                      | 2                                      | 1                                      | 1                                      | 1                                      | 2                                      | 3                                      | 8                                      | 14                                     | 24                                     | uit                                    |

### Nationale Hitparade
| Hitnotering: 09-06-1979 t/m 15-09-1979 | Hitnotering: 09-06-1979 t/m 15-09-1979 | Hitnotering: 09-06-1979 t/m 15-09-1979 | Hitnotering: 09-06-1979 t/m 15-09-1979 | Hitnotering: 09-06-1979 t/m 15-09-1979 | Hitnotering: 09-06-1979 t/m 15-09-1979 | Hitnotering: 09-06-1979 t/m 15-09-1979 | Hitnotering: 09-06-1979 t/m 15-09-1979 | Hitnotering: 09-06-1979 t/m 15-09-1979 | Hitnotering: 09-06-1979 t/m 15-09-1979 | Hitnotering: 09-06-1979 t/m 15-09-1979 | Hitnotering: 09-06-1979 t/m 15-09-1979 | Hitnotering: 09-06-1979 t/m 15-09-1979 | Hitnotering: 09-06-1979 t/m 15-09-1979 | Hitnotering: 09-06-1979 t/m 15-09-1979 | Hitnotering: 09-06-1979 t/m 15-09-1979 | Hitnotering: 09-06-1979 t/m 15-09-1979 |
| Week                                   | 1                                      | 2                                      | 3                                      | 4                                      | 5                                      | 6                                      | 7                                      | 8                                      | 9                                      | 10                                     | 11                                     | 12                                     | 13                                     | 14                                     | 15                                     |                                        |
| -------------------------------------- | -------------------------------------- | -------------------------------------- | -------------------------------------- | -------------------------------------- | -------------------------------------- | -------------------------------------- | -------------------------------------- | -------------------------------------- | -------------------------------------- | -------------------------------------- | -------------------------------------- | -------------------------------------- | -------------------------------------- | -------------------------------------- | -------------------------------------- | -------------------------------------- |
| Nummer                                 | 42                                     | 14                                     | 4                                      | 3                                      | 3                                      | 1                                      | 3                                      | 2                                      | 2                                      | 2                                      | 7                                      | 14                                     | 21                                     | 34                                     | 43                                     | uit                                    |

### NPO Radio 2 Top 2000
| Nummer met noteringen in de NPO Radio 2 Top 2000 | '99 | '00  | '01  | '02  | '03  | '04  | '05  | '06  | '07  | '08  | '09  | '10  | '11  |
| ------------------------------------------------ | --- | ---- | ---- | ---- | ---- | ---- | ---- | ---- | ---- | ---- | ---- | ---- | ---- |
| Theme from The Deer Hunter (Cavatina)            | 992 | 1355 | 1423 | 1715 | 1804 | 1697 | 1699 | 1777 | 1995 | 1732 | 1614 | 1868 | 1743 |

1. ↑  Een vetgedrukt getal geeft de hoogste notering aan.
2. ↑  Deze tabel is bijgewerkt tot en met de laatste editie (2024).